# Блем
Блем (фр. Blesmes) — коммуна во Франции, находится в регионе Пикардия. Департамент коммуны — Эна. Входит в состав кантона Шато-Тьерри. Округ коммуны — Шато-Тьерри.
Код INSEE коммуны — 02094.

## Население
Население коммуны на 2010 год составляло 371 человек.
| 1962 | 1968 | 1975 | 1982 | 1990 | 1999 | 2010 |
| ---- | ---- | ---- | ---- | ---- | ---- | ---- |
| 246  | 232  | 274  | 352  | 339  | 381  | 371  |

## Экономика
В 2010 году среди 265 человек трудоспособного возраста (15—64 лет) 190 были экономически активными, 75 — неактивными (показатель активности — 71,7 %, в 1999 году было 75,2 %). Из 190 активных жителей работали 177 человек (99 мужчин и 78 женщин), безработных было 13 (7 мужчин и 6 женщин). Среди 75 неактивных 23 человека были учениками или студентами, 34 — пенсионерами, 18 были неактивными по другим причинам.